# ラ・チェトラ (ヴィヴァルディ)

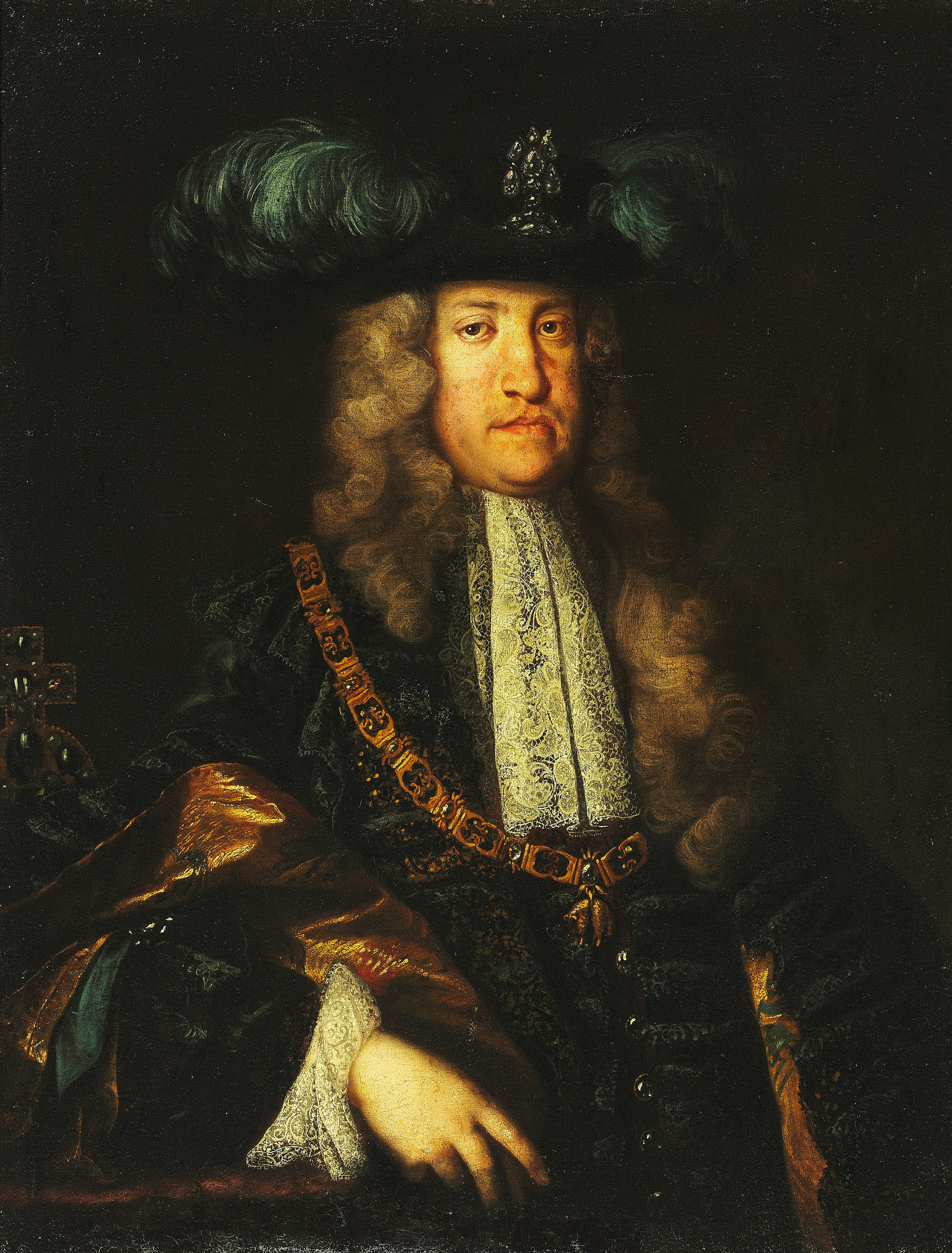
『ラ・チェトラ』の献呈先カール6世の肖像画

『ラ・チェトラ』（La Cetra）は、アントニオ・ヴィヴァルディ作曲による9作目の出版曲集。1727年にオランダ、アムステルダムの出版社ミシェル＝シャルル・ル・セーヌから出版され、神聖ローマ皇帝カール6世に献呈された。また1728年にヴィヴァルディがカール6世に直接献呈した曲集も「ラ・チェトラ」と名付けられている

## 概説
出版曲集の『ラ・チェトラ』はヴィヴァルディの9作目の出版曲集で、作品８の『和声と創意の試み』に続いてル・セーヌ社から出版され、オーストリアの皇帝カール6世に献呈されている。表題には「カトリック教徒である神聖なるカール6世皇帝、スペイン、ボヘミア、ハンガリーの王…」と記されており、スペイン継承戦争の最中に、カルル3世として短期間名乗るだけで終わったスペイン王座を敬称に加えることで、カール6世の自尊心に訴えかける内容となっている。
表題のチェトラ（Cetra [Ceatra]）はラテン語で「革製の小さな盾」を意味し、共鳴板の形状からの連想から、小型の撥弦楽器リラ（竪琴）を指す言葉となった。その後、リラが撥弦楽器そのものを指す言葉となったことにより、イタリア語ではバロック期には当時人気のあったシターンやリュートを指す言葉として用いられ、撥弦楽器の音色から「詩的な閃き、霊感」を指す言葉としても用いられている。また、「王笏およびそれが象徴する王権」を意味するスペイン語の「セトロ」 (Cetro) と、スペイン継承戦争でカール6世の王位を支持したカタルーニャ公国の言葉である、カタルーニャ語の「セプトラ」 (Ceptra) と近似した綴りを持ち、スペインの支配権を保持していたハプスブルク家の当主への献呈作の表題として相応しいものといえる。これより以前にも、ヴィヴァルディの師と目されているジョヴァンニ・レグレンツィは1673年にカール6世の父レオポルト１世を献呈先として『ラ・チェトラ』と題するソナタ集を、ヴェネツィアの出版社から発行している。1738年には、ヴィヴァルディとその周囲の劇場興行事情を風刺した『当世流行劇場』 (Teatro alia moda) の著者、ベネデット・マルチェッロの兄、アレッサンドロ・マルチェッロが、同じく『ラ・チェトラ』と題されたオーボエまたはフラウト（リコーダー）のための協奏曲集を出版しているが、これは特定の献呈先を持たない。

## もう一つの「ラ・チェトラ」
作品9を出版した翌1728年にヴィヴァルディは、カール6世と1719年から直轄都市となっていたオーストリア領の港町トリエステで謁見を果たし、その際に手書きの楽譜による12曲の協奏曲を「ラ・チェトラ」と題してカール6世に献呈している。この行為は、ヴィヴァルディがカール6世のさらなる歓心を買うためのものと考えられ、ヴェネツィアの文筆家アントニオ・スキネラ・コンティ神父 (Antonio Schinella Conti) からフランスのド・ケリュス侯爵夫人 (Marquise de Caylus) への手紙の中で、カール6世は「ヴィヴァルディと過ごした2週間で大臣と2年間に話すよりも彼と話した」と噂されるほどに親密となり「ヴィヴァルディに多額の金品と金鎖付きのメダリオンを賜った」とされる。カール6世に献呈した手稿譜には1728年付けのパート譜が残っており、作品9と同じものは第12番（RV 391）1曲のみで、他は別の曲である。その中の第3番（RV 202）と第11番（RV 277）は、作品11に第5番と第3番の曲として収録されている。

## 作品内容
出版譜の『ラ・チェトラ』は全12曲のヴァイオリン協奏曲集で、第9番のみ2本のヴァイオリンのための、他はすべてソロ・ヴァイオリンのための協奏曲である。第6番と第12番にはスコルダトゥーラの指示がある。また第3番（RV 334）は作品11、『6つの協奏曲』の第6番に収録されているオーボエ協奏曲（RV 460）からの編曲である。ドイツ語圏の顧客を意識して作曲されており、ギャラント様式を思わせる比較的重厚な曲調の作品集となっている。
手稿譜版の「ラ・チェトラ」もやはり全12曲のヴァイオリン協奏曲で、第6番（RV 526）と第12番（RV 520）が2つのヴァイオリンのための、他がソロ・ヴァイオリンのための曲となる。手稿譜はすべてウィーンの王立図書館に保存されているが、前述の6番と12番を含め半数ほどの曲が、ソロ・パートが欠落するなどして不完全であり、これは演奏者が練習のために手元に置いたままにしたか、あるいは演奏の記念として持ち去ったことによると考えられる。

## 曲目（出版譜）
出版譜に記されている表題の全文。
| « | La Cetra. Concerti per 3 violini, Viola, Violoncello ed organo. Composti da D.A. Vivaldi Maestro del Pio Ospitale della città di Venezia e Maestro di Cappella di Camera di S.A.S. il sig. Principe Filippo Langravio d'Assia Darmistadt. |

- 第1番 ヴァイオリン協奏曲 ハ長調 RV 181a
  1. アレグロ／Allegro
  2. ラルゴ／Largo
  3. アレグロ／Allegro
- 第2番 ヴァイオリン協奏曲 イ長調 RV 345
  1. アレグロ／Allegro
  2. ラルゴ／Largo
  3. アレグロ／Allegro
- 第3番 ヴァイオリン協奏曲 ト長調 RV 334
  1. アレグロ・ノン・モルト／Allegro non molto
  2. ラルゴ／Largo
  3. アレグロ・ノン・モルト／Allegro non molto
- 第4番 ヴァイオリン協奏曲 ホ長調 RV 263a
  1. アレグロ・ノン・モルト／Allegro non molto
  2. ラルゴ／Largo
  3. アレグロ・ノン・モルト／Allegro non molto
- 第5番 ヴァイオリン協奏曲 イ短調 RV 358
  1. アダージョ ― プレスト／Adagio – Presto
  2. ラルゴ／Largo
  3. アレグロ／Allegro
- 第6番 ヴァイオリン協奏曲 イ長調 RV 348 調弦指示あり
  1. アレグロ／Allegro
  2. ラルゴ／Largo
  3. アレグロ・ノン・モルト／Allegro non molto
- 第7番 ヴァイオリン協奏曲 変ロ長調 RV 359
  1. アレグロ／Allegro
  2. ラルゴ／Largo
  3. アレグロ／Allegro
- 第8番 ヴァイオリン協奏曲 ニ短調 RV 238
  1. アレグロ／Allegro
  2. ラルゴ／Largo
  3. アレグロ／Allegro
- 第9番 2つのヴァイオリンのための協奏曲 変ロ長調 RV 530
  1. アレグロ／Allegro
  2. ラルゴ・エ・スピッカート／Largo e spiccato
  3. アレグロ／Allegro
- 第10番 ヴァイオリン協奏曲 ト長調 RV 300
  1. アレグロ・ノン・モルト／Allegro molto
  2. ラルゴ・カンタービレ／Largo cantabile
  3. アレグロ／Allegro
- 第11番 ヴァイオリン協奏曲 ハ短調 RV 198a
  1. アレグロ／Allegro
  2. アダージョ／Adagio
  3. アレグロ／Allegro
- 第12番 ヴァイオリン協奏曲 ロ短調 RV 391 調弦指示あり
  1. アレグロ・ノン・モルト／Allegro non molto
  2. ラルゴ／Largo
  3. アレグロ／Allegro

## 曲目（手稿譜版）
- 第1番 ヴァイオリン協奏曲 変ロ長調 RV360　＊不完全
- 第2番 ヴァイオリン協奏曲 ハ長調 RV189
- 第3番 ヴァイオリン協奏曲 ハ短調 RV202　＊作品11の5番に収録
- 第4番 ヴァイオリン協奏曲 イ長調 RV286《聖ロレンツォの祝日のために／Per la Solemnità di S. Lorenzo》
- 第5番 ヴァイオリン協奏曲 ロ短調 RV391　＊出版譜の第12番と同じ
- 第6番 2つのヴァイオリンのための協奏曲 変ロ長調 RV526　＊不完全
- 第7番 ヴァイオリン協奏曲 ハ長調 RV183　＊出版譜の第1番（RV 181a）の異稿
- 第8番 ヴァイオリン協奏曲 イ短調 RV322  ＊不完全
- 第9番 ヴァイオリン協奏曲 ニ長調 RV203  ＊不完全
- 第10番 ヴァイオリン協奏曲 イ長調 RV271《恋人／L'Amoroso》
- 第11番 ヴァイオリン協奏曲 ホ短調 RV277《お気に入り／Il favorito》＊作品11の2番に収録
- 第12番 2つのヴァイオリンのための協奏曲 イ長調 RV 520　＊不完全